# Битва под Миром (1812)
Бой под Миром — 27—28 июня по старому стилю 1812 года, первый серьёзный арьергардный бой Отечественной войны 1812 года и второй вообще после стычки около Гродно, так называемое «дело казаков Платова», между казачьим корпусом 2-й Западной армии и кавалерийской дивизией генерала Рожнецкого правого крыла «Великой армии».

## Предыстория
Основные силы французской Великой армии перешли Неман в Литве и действовали против размещённых там 1-й и 2-й русских армий, оказавшихся разделёнными наступающими французами. Командующий 2-й армией Багратион, находившийся в Волковыске, получил приказ срочно двигаться на соединение с 1-й армией Барклая де Толли. С запада Багратиона преследовала армия Жерома Бонапарта.
19 июня (1 июля) отступавшая армия Багратиона направилась от Слонима к Новогрудку. Но 21 июня (3 июля), избегая боя с армией маршала Даву, повернула обратно к Несвижу. 26 июня (8 июля) армия Багратиона остановилась на отдых у Несвижа, Багратион приказал атаману Платову, прибывшему под местечко Мир, выслать разъезды и сдержать движение неприятеля, пока армия будет отдыхать.
27 июня (9 июля) под начальством атамана Платова было 5,5 казачьих полков (2600 сабель): ½ донского атаманского полка Кирсанова, донской полк Иловайского 5-го, донской полк Сысоева 3-го, Перекопский конно-татарский полк князя Хункалова, ставропольский калмыцкий полк капитана Диомидия, башкирский полк и 12 орудий 2-й донской конно-артиллерийской роты.
Подмогу Платову оказывали 2 казачьих полка генерал-майора Карпова, находившиеся в разъездах к западу от Мира.

## Ход боя
27 июня (9 июля), ожидая наступления основных полков правого крыла Наполеона, атаман Платов приказал Сысоеву устроить засаду и задержать передовой отряд противника. Сысоев разделил свой полк на три группы: одна сотня была демонстративно выставлена вперёд; перед Миром были поставлены две сотни, по одной с каждой стороны дороги, идущей от Мира до Корелич, остальную часть полка на дороге Мир — Несвиж; южнее Мира — в роще Яблоновщине — скрытно расположились основные казацкие силы с мобильной артиллерией. Так была подготовлена засада «казачий вентерь».

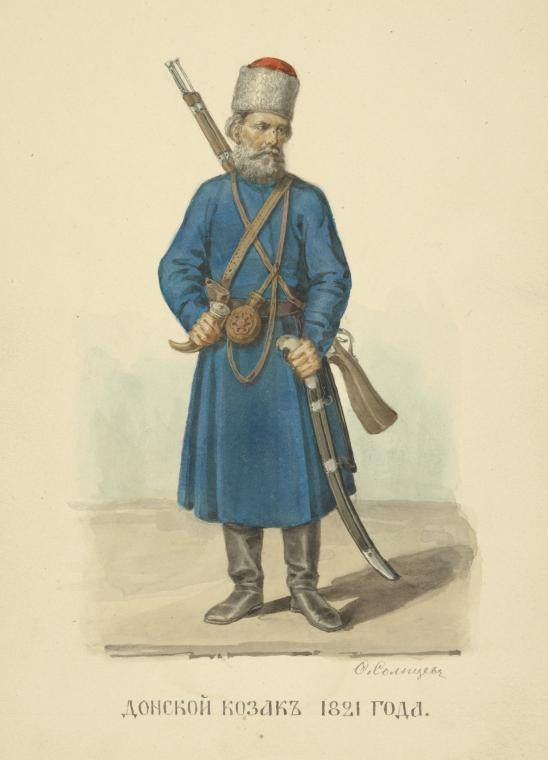
Донской казак 1812—1822

В направлении местечка Мир продвигались 6 полков конницы бригад генералов К. Турно и Доминика Дзевановского дивизии Рожнецкого. Бригада Турно из трёх уланских полков наступала на местечко Мир. Когда авангард её, 3-й уланский полк в три эскадрона, обнаружил казачий разъезд, тот стал отходить к местечку, потеряв нескольких человек пленными. В пылу преследования поляки ворвались в Мир, где на южной окраине неожиданно для поляков обнаружились основные полки Платова. К казакам, численно превосходившим противника раз в пять, добавились ещё и засадные сотни, и польские уланы оказались окружёнными. Части полка удалось пробиться из окружения, остальные же были рассеяны. Казаки преследовали бежавших до д. Песочны (севернее Мира).
В это время два остальных полка улан (15-й и 16-й) бригады Турно, ещё только переходившие речку Песочну, увидев остатки бегущих трёх эскадронов, преследуемых казаками, заняли позиции за плотиной реки Песчаны. А три эскадрона генерал Турно направил на помощь бегущим. Однако и эти эскадроны улан не выдержали атаки превосходящих сил казаков и были опрокинуты. Отступающие уланы направились к плотине, но их часть была прижата казаками к заболоченному берегу, лошади улан завязли, и, отбиваясь, они были либо переколоты, либо взяты в плен. На этом первый день боя окончился.
В этом бою действовало более 3500 казаков и около 1300 польских улан. Потери бригады Турно точно установить никогда не удастся. Различные источники приводят совершенно разные цифры, но несомненно, что урон был значительным. Генерал Колачковский называет 200 человек выбывших из строя. Отечественные историки насчитали 8 офицеров и 348 солдат убитых, раненых и попавших в плен (6 офицеров, из которых двое — эскадронные командиры, и 250 улан, только попавших в плен). Трёх пленных офицеров Платов уже 27 июня отправил в Главную квартиру.
Ночью с 27 на 28 июня к Платову подошли подкрепления из бригады генерала Васильчикова: Ахтырский гусарский, Литовский уланский, 5-й егерский полк, Киевский и Новороссийский драгунские полки. Кроме того прибыли казачьи полки Карпова 1-го, Иловайского 10-го и Иловайского 11-го. Французский авангард также был усилен 2-м, 7-м и 11-м польскими уланскими полками под командованием генерала Дзевановского.
Утром 28 июня (10 июля) 1812 года казаки вновь попытались заманить противника в ловушку. Оставив Мир, Платов расположил большую часть казаков скрытно влево от большой дороги южнее деревни Симаково, рассчитывая увлечь противника отступлением частей, занимавших большую дорогу, но на этот раз «вентерь» не получился.
В полдень две бригады генералов Турно и Дзевановского, имея в голове бригаду Турно, выступили из Мира на Несвиж. Следовавший в авангарде 15-й уланский полк обнаружил казачьи посты на опушке небольшого леса, через который пролегал путь. Вперёд в разведку был выслан 7-й уланский полк бригады Дзевановского. Видя перед собой целый полк, казаки оставили свои позиции в лесу и отступили до главных сил Платова, которые были сосредоточены в долине за лесом направо от дороги Мир — Несвиж. Рожнецкий же, обнаружив серьёзные силы казаков, послал гонца ускорить подход подкреплений, в том числе бригады Тышкевича с конной батареей, которая шла при дивизии Каменьского.
Желая выманить вперёд противника, Платов организовал атаку на 7-й уланский полк. Он был обстрелян артиллерией, после чего он выдержал две атаки казаков. Удостоверившись, что противник не даст себя выманить вперёд, Платов решился на общую атаку. 7-й полк был вновь атакован — теперь с поддержкой двух эскадронов ахтырских гусар под командой майора Давыдова. Остальные силы казаков Платова, обойдя уланский полк слева, ринулись к позициям трёх полков бригады Турно. Первая атака казаков на бригаду Турно была отражена. Следующие атаки следовали одна за другой. Завязался упорный кавалерийский бой. Кроме полка ахтырских гусар, Платов ввёл в бой полк киевских драгун и придвинул к полю сражения полк егерей. Позиции передовых полков улан редели, Рожнецкий выдвинул из резерва отборную роту 2-го уланского полка.
После двухчасового кавалерийского боя наступил небольшой перерыв, причём с обеих сторон ждали подкреплений. К Платову двигались 3,5 казачьих полка Кутейникова. Рожнецкий ожидал прибытия 1-го полка конных стрелков и ½ батареи конной артиллерии. Однако поляки напрасно ждали подкреплений — создалась довольно странная ситуация: на очень небольшом расстоянии от поля боя стояли подкрепления (один полк с артиллерией в 6 км, три полка в 12 км), которые так и не пришли в движение для оказания помощи.
Приближался вечер. Платов, наблюдая за движением Рожнецкого, видел, что никаких подкреплений тот не получал, зато Кутейников должен был подойти в любой момент. С диким криком казаки Платова снова ринулись в атаку на бригаду Турно. С левого фланга дивизии Рожнецкого показалось казачье подкрепление — бригада Кутейникова, которая сразу двинулась в бой, схлестнувшись с 11-м уланским полком.
Позиции полков Рожнецкого не выдержали усилившегося натиска казаков и бежали. Даже стоявший в резерве 2-й уланский полк едва смог остановить лавину преследовавших их казаков. Поочерёдно его эскадроны то один, то другой переходили в контратаки, пока в конце не были отброшены к местечку Мир.
Вахмистр 7-го уланского полка Дмоховский так описывал происходившее:

столбы пыли казались одним, поднявшимся до небес, облаком. Не могли узнать друг друга. Все кричали: ура! ура! Одни звали: назад! другие: вперёд! Наконец, разобрались, но в сомкнутых колоннах не могли ни стрелять, ни рубиться, а только, не тратя времени, били по-мужицки кулаками по бокам и по затылку, и то не прежде, чем ветер немного развеет пыль.
К счастью поляков, в их резерве стоял ещё практически незадействованный 2-й полк, который и прикрыл отступление. Вскоре появилось запоздалое подкрепление из полка конных егерей с тремя орудиями. В результате казаки ослабили напор и отступили, увидев, что к противнику подошло подкрепление. Конец боя наступил около 22 часов.
В ходе двух дней боёв под Миром были разбиты 6 уланских полков; Платов захватил в плен 18 офицеров и 375 нижних чинов. Практически все пленные были переранены по причине чрезвычайно ожесточённого характера боя, что отмечал как Платов, так и Рожнецкий. Платов отмечал в донесении Багратиону:

У нас урон не велик по сему ретивому делу… Генерал-майор Иловайский получил две раны: сабельную в плечо легко и в правую ногу пулею, но он докончил своё дело. Генерал-майор и генерал-адъютант Императорский Васильчиков отлично в моем виде и с первыми эскадронами ударил в лицо неприятелю и во всё время удивительно храбро сражался… Генерал Краснов способствовал много в сей победе. Полковник и адъютант Его Высочества Великого Князя Константина Павловича Шпербер был при мне и много, много помогал и способствовал сей победе.

Арьергардный бой Платова задержал движение наполеоновских войск и обеспечил отход 2-й армии Багратиона к Слуцку. Наполеон Бонапарт был взбешён, в поражении дивизии он обвинил собственного брата Жерома, командующего правым крылом армии, и тот возвратился в Вестфальское королевство. Командование войсками Жерома принял на себя маршал Даву.
Платов представил к наградам более двадцати офицеров Ахтырского гусарского полка. Благодарность в Высочайшем приказе получили: ротмистр Бибиков, поручики князь Голицын, Шебякин, Нелидов, Франк 2-й, корнеты Франк 3-й, Канбаров, Семичев 2-й, Семичев 3-й, Малявин 1-й и Еськов. Орденом Святой Анны 3-й степени были награждены поручики Окунев, Линденер 2-й и Франк 1-й, орденом Святого Владимира 4-й степени — майор князь Скандерберг-Кастриот, ротмистр Бедряга 2-й, штаб-ротмистр Бедряга 3-й, поручик Брылкин. Майор Пётр Львович Давыдов был представлен к ордену Святого Георгия 4-й степени, который однако получил только в декабре 1812 года после вмешательства Кутузова, поддержавшего рапорт Васильчикова о награждении.